# عباس خل رقضای
عباس خل رقضای (به انگلیسی: Abbas Khel Raghzai) در پاکستان است که در مناطق قبیله‌ای فدرال واقع شده‌است.